# Fariometra
Genre
Fariometra est un genre de comatules de la famille des Antedonidae.

## Liste d'espèces
Selon World Register of Marine Species (23 mars 2015) :
- Fariometra alcyon (AH Clark, 1912)
- Fariometra dione AH Clark, 1918
- Fariometra explicata (AH Clark, 1908)
- Fariometra io (AH Clark, 1918)
- Fariometra liobrachia AM Clark, 1972
- Fariometra nicippe AH Clark, 1932
- Fariometra obscura (AH Clark, 1909)
- Fariometra parvula (Hartlaub, 1895)
- Fariometra scutifera AH Clark, 1918
- Fariometra sewelli AH Clark, 1937
- Fariometra sokotrae (John, 1937)

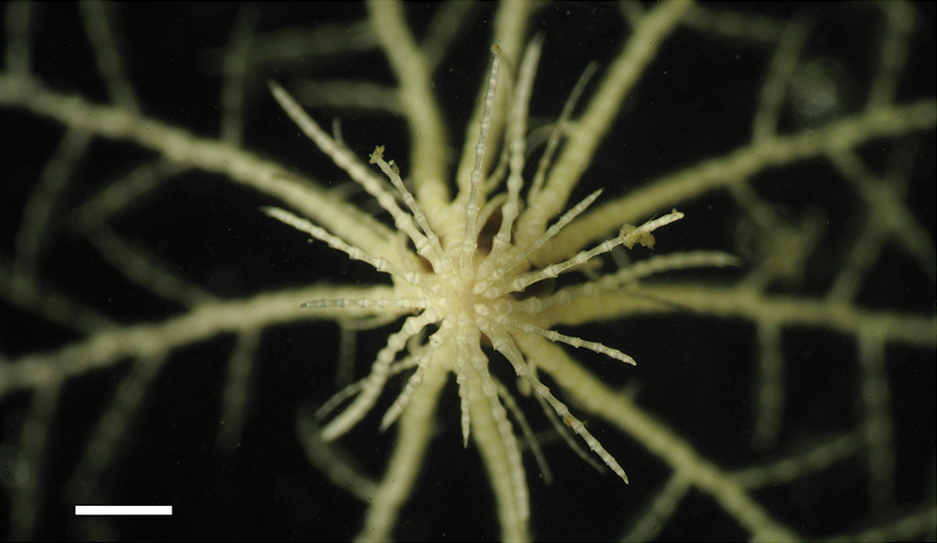
Cirrhes
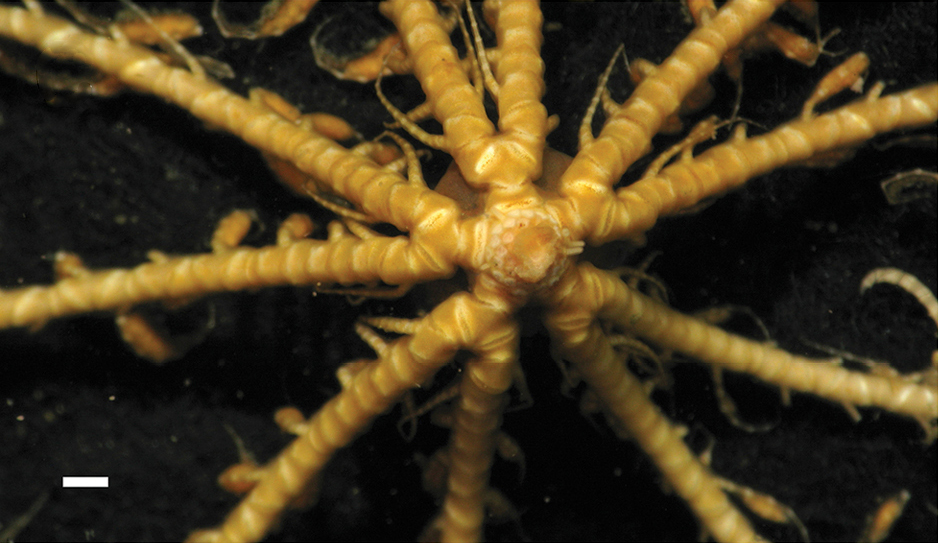
Centrodorsal